# Renault EZ-Ultimo
Pour les articles homonymes, voir Renault (homonymie), EZ et Ultimo (homonymie).
La Renault EZ-Ultimo Concept (EZ pour easy, facile, en anglais) est un concept car limousine de luxe futuriste, de voiture électrique autonome connectée à mobilité partagée, du constructeur automobile français Renault. Elle est présentée au mondial de l'automobile de Paris 2018, et rend hommage aux 120 ans de la marque, avec une carrosserie couverte de losanges et une inscription « LMFR » (pour les frères Louis, Marcel, et Fernand Renault, fondateurs de la marque en 1898).

## Historique
Ce concept car limousine futuriste de tourisme première classe de palace,, est le troisième véhicule (avec les Renault EZ-GO urbaine et Renault EZ-PRO utilitaire) de la trilogie de concept cars futuristes à mobilité partagée,, du directeur du style Renault Laurens van den Acker.

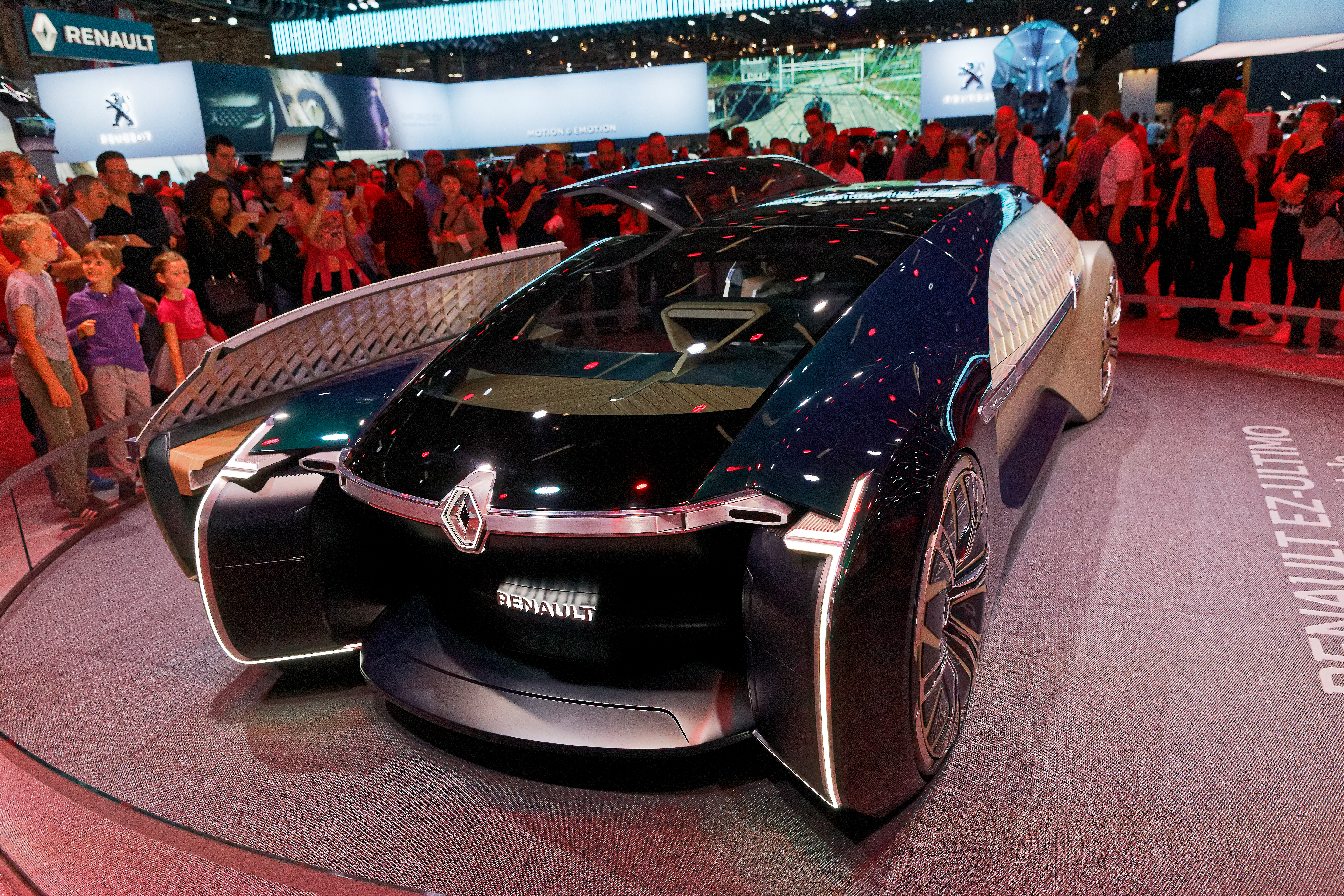
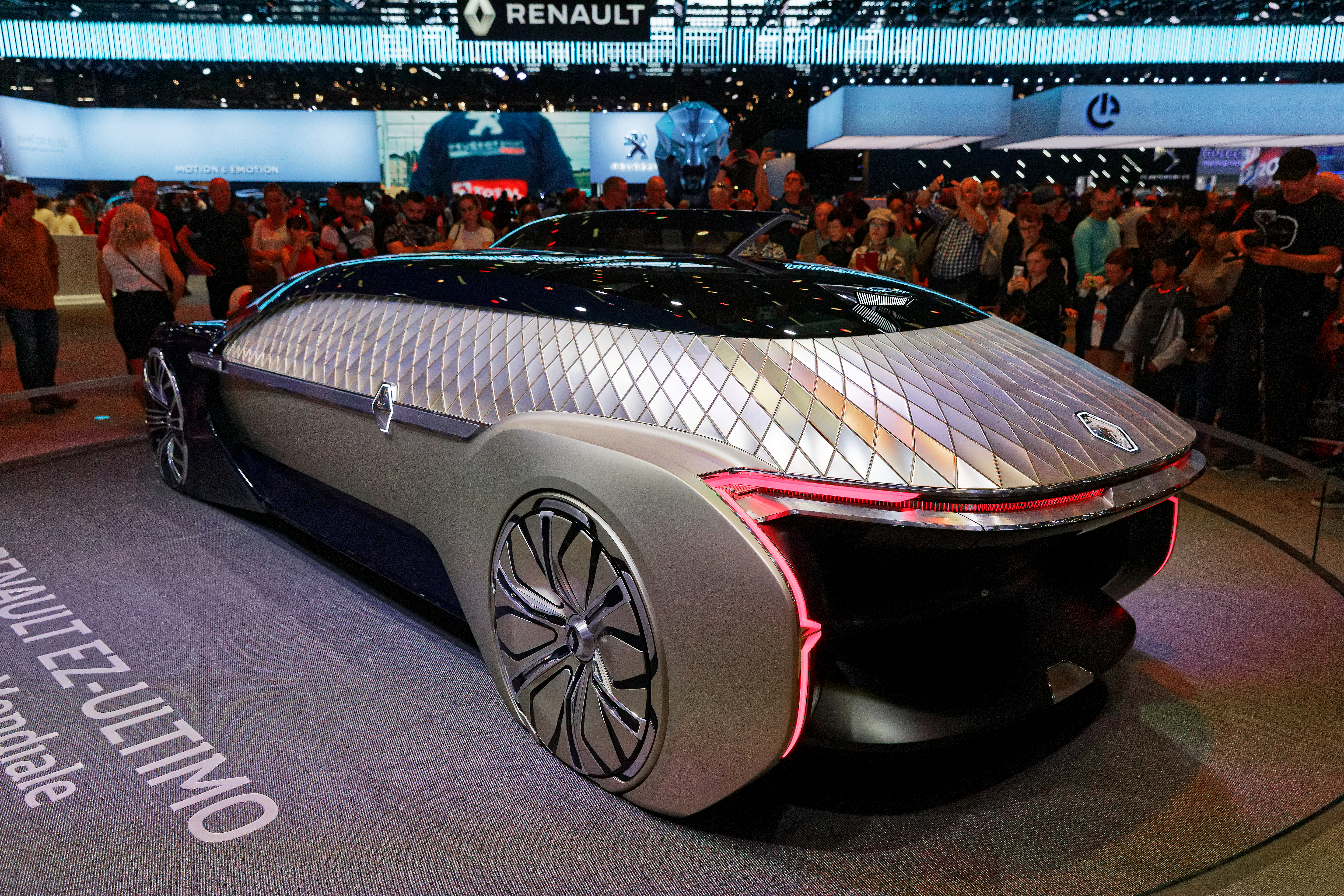

La motorisation électrique est ultra silencieuse, avec 500 km d'autonomie, et une capacité de recharge des batteries par induction. 

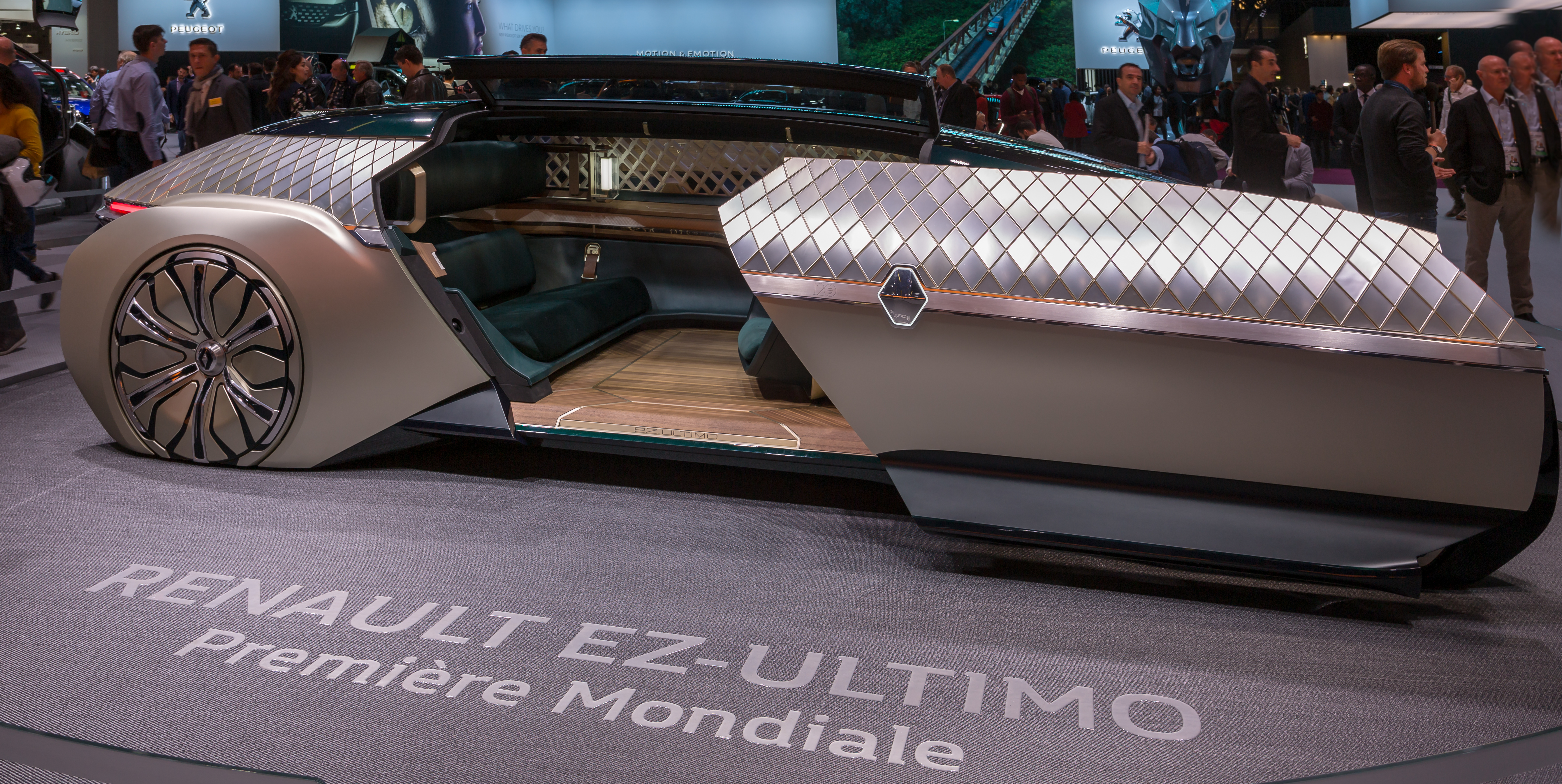
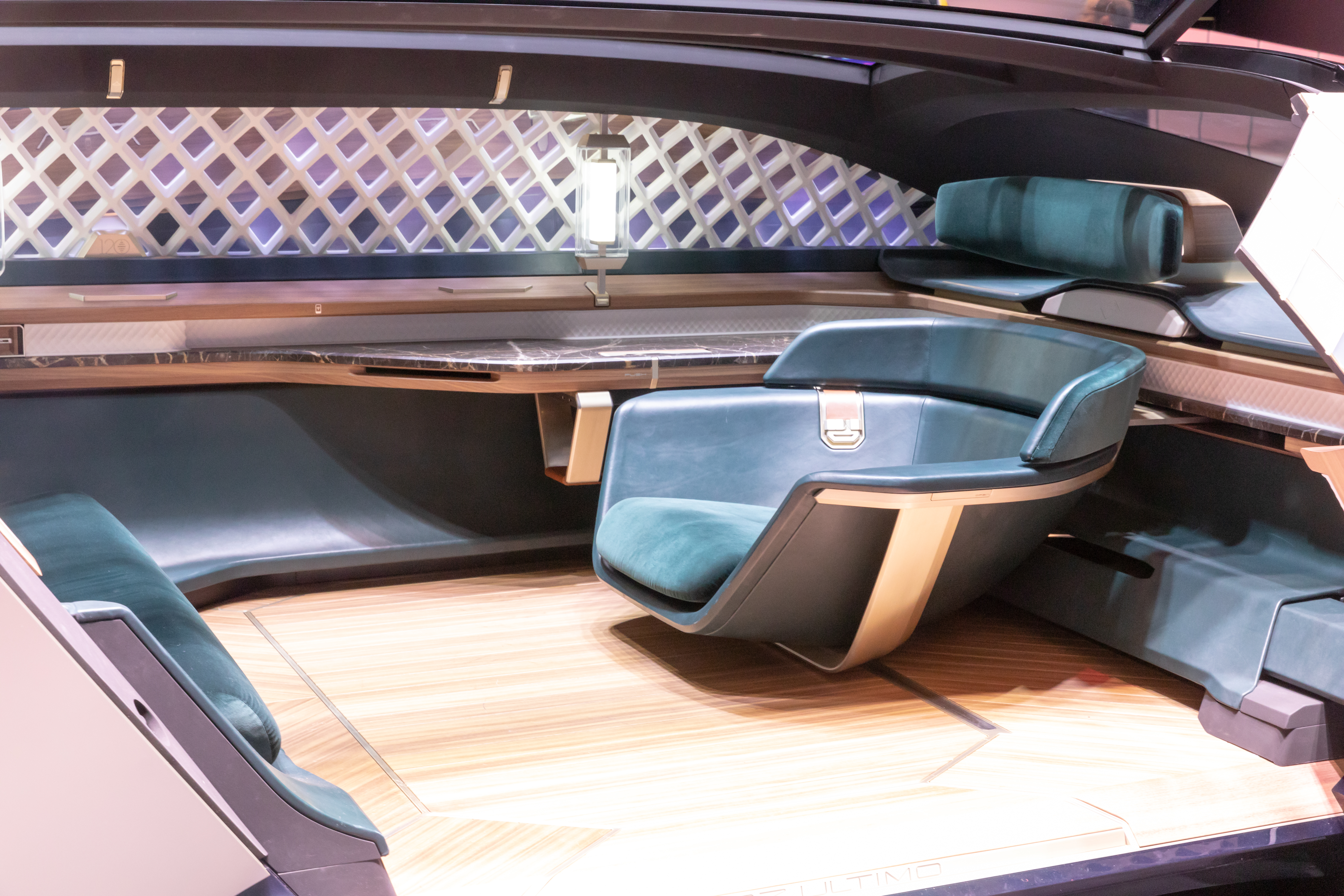

Dépourvu de poste de conduite, l'habitacle-salon-lounge bar néo-rétro ultra-design, est conçu en marbre, noyer, métal, cuir, et velours, pour trois personnes (une banquette pour deux personnes et un fauteuil club design rotatif modulaire orientable) ainsi qu'une assistance domotique discrète intégrée...
Cette voiture électrique connectée et autonome (de niveau 4 sur 5) est équipée d'une grande porte latérale à ouverture coulissante automatique et d'un partie haute vitrée à ouverture en papillon, de 4 roues directrices carénées, de suspensions actives capables d'abaisser ou de relever la carrosserie de plusieurs centimètres lorsque le véhicule est arrêté ou en mouvement, et de vitres sans tain et toit vitré panoramique...